# Farol da Selvagem Pequena
Der Farol da Selvagem Pequena ist ein Leuchtturm auf Selvagem Pequena im Südwesten der Ilhas Selvagens, die zwischen Madeira und den Kanarischen Inseln liegen.

## Lage und Beschreibung

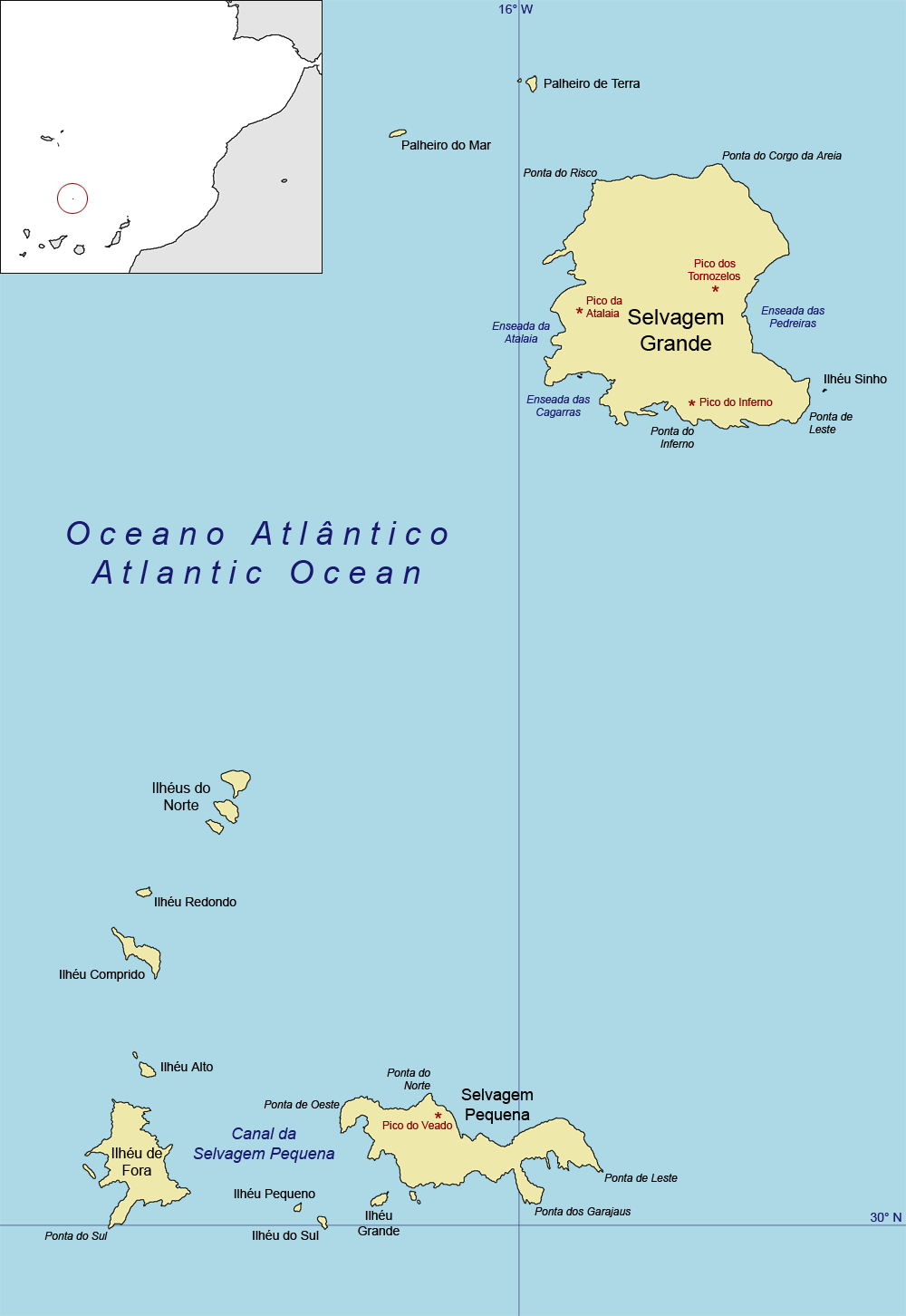
Lage von Selvagem Pequena

Der Leuchtturm befindet sich auf der höchsten Erhebung von Selvagem Pequena, dem 49 Meter hohen Pico do Veado. Der Leuchtturm besteht aus einem Betonsockel, der einen Meter hoch ist.
Das Leuchtfeuer ist unter der internationalen Nummer D-2769 registriert und befindet sich in einer Höhe von 50 Metern. Die Kennung besteht aus zwei weißen Blitzen, der alle sechs Sekunden wiederholt werden. Die Tragweite beträgt rund 12 Seemeilen (ca. 22 Kilometer).

## Geschichte
Die Geschichte des Leuchtfeuers ist identisch mit dem Farol da Selvagem Grande: Erste Überlegungen zur Errichtung eines Leuchtturms gehen auf das Jahr 1881 zurück: Nach mehreren Schiffbrüchen schlug die spanische Regierung den Bau eines Leuchtturms vor und stellte damit die Verantwortung Portugals für die Sicherheit der Schifffahrt und die politische Zugehörigkeit der Inselgruppe in Frage. Zwar griff Portugal die Idee auf und bestätigte den Nutzen eines Leuchtturms, die Umsetzung wurde jedoch aufgrund der Zugänglichkeit der Inseln, technischer Schwierigkeiten und hoher Kosten immer wieder verschoben.

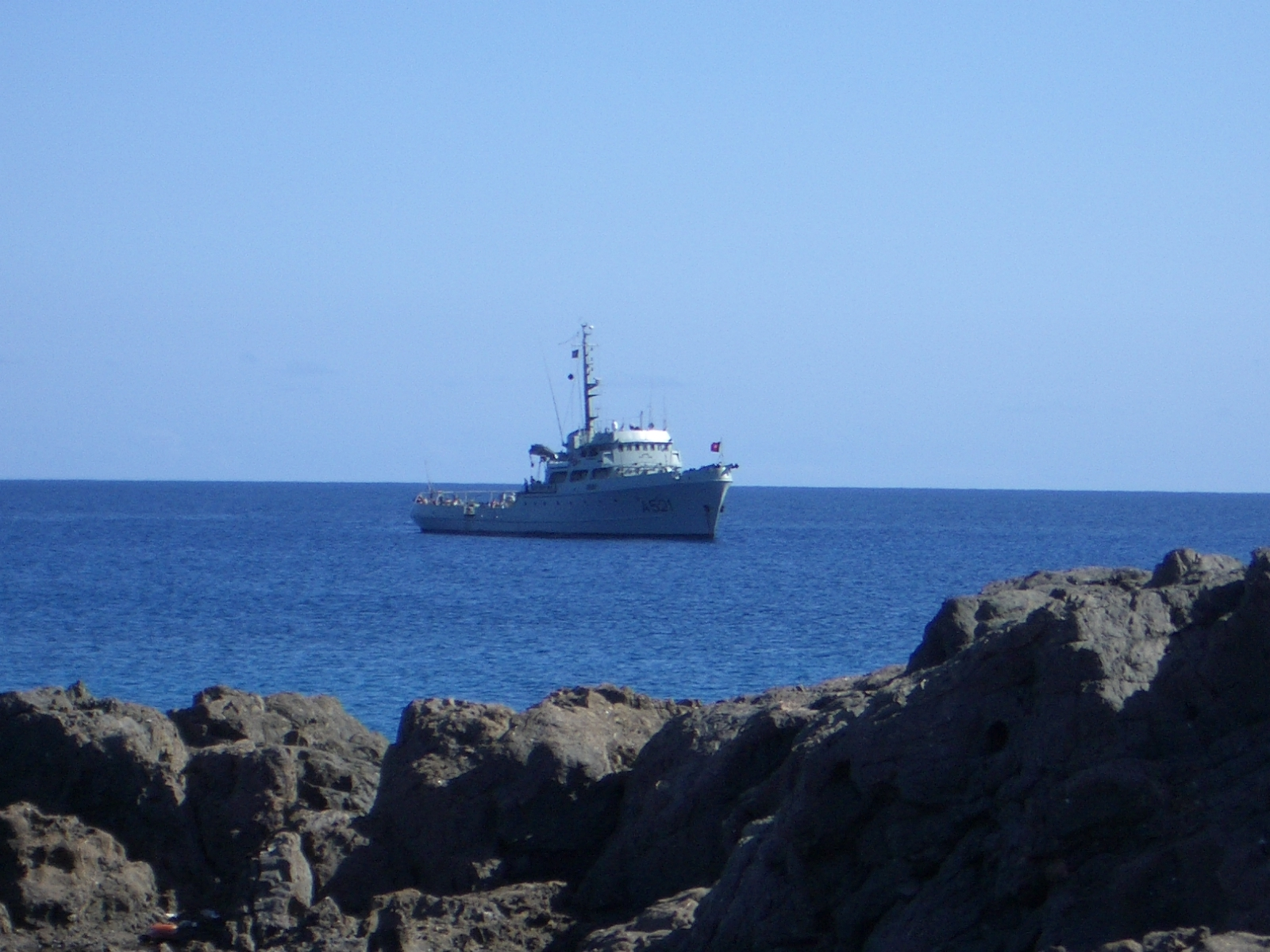
Die Schultz Xavier vor den Ilhas Selvagens

Erst 1977 wurden auf den Selvagens zwei Leuchttürme errichtet: Nach Abschluss der Arbeiten zum Farol da Selvagem Grande am 7. Juni 1977 errichtete die Baumannschaft des Leuchtturmtenders Schultz Xavier der portugiesischen Marine das Leuchtfeuer auf Selvagem Pequena. Die Inbetriebnahme erfolgte am 12. Juni 1977.
Drei Jahre später, im Oktober 1980, wurde die Energieversorgung auch dieses Leuchtturms von Batterien auf Photovoltaik umgestellt. Für diese Arbeiten wurde die Schultz Xavier erneut herangezogen.